# Magwi
Koordinaten: 4° 8′ N, 32° 18′ O
Magwi (Alternativschreibung Magwe) ist ein Ort im Bundesstaat Eastern Equatoria im Südsudan.
Magwi ist Hauptort des gleichnamigen Verwaltungsbezirkes (Magwi County) und Sitz von dessen Commissioner.

## Lage
50 km im Nordosten liegt Torit. 130 km (Luftlinie) im Nordwesten liegt die südsudanesische Hauptstadt Juba, eine Fahrt mit dem Auto dauert ungefähr 4 Stunden. 70 km im Westen fließt der Nil, 60 km im Süden verläuft die Grenze zu Uganda. In der Nähe erheben sich einige Berge, den östlichen Abschluss von Magwi County bildet das Imatong-Gebirge. Nachbarorte von Magwi sind Omeio direkt im Osten sowie Agoro, Okura und Gesiga.
Kleine, unbefestigte Straßen führen nach Torit im Nordosten, nach Juba im Nordwesten, nach Pageri und Nimule nach Südwesten sowie nach Südosten über Palotaka nach Pajok und Lobone an der Grenze zu Uganda. Da die Kleinstadt abseits der asphaltierten Hauptverbindungsachse Juba – Nimule nach Uganda liegt, konnte es sich bislang nicht zum kommerziellen Zentrum des Verwaltungsbezirks entwickeln. Diese Rolle kommt Nimule an der ugandischen Grenze zu.
″
In Magwi gibt es weder Wasserleitungen noch ein Stromnetz und auch keinen Flugplatz.

## Bevölkerung
In Magwi County leben 169.826 Einwohner auf einer Fläche von 5.207,95 km², in der Stadtgemeinde (Payam) Magwi selbst 41.778 Einwohner.
Im Bezirk leben überwiegend Acholi und Madi zusammen mit Minderheiten der Lulobo, Lotuko und Bor-Dinka. Seit den 1920er Jahren ist die katholische Kirche (Bistum Torit) mit den Pfarreien Palotaka (wozu die Stadt Magwi gehört), Lerwa (jetzt vereinigt mit Palotaka) und Loa/Nimule präsent, ferner die anglikanische Province of the Episcopal Church of South Sudan.
Während des zweiten sudanesischen Bürgerkriegs war das County von Kampfhandlungen stark betroffen. In der Grenzregion zu Uganda befanden sich seit den 1990er Jahren Flüchtlingslager, zunächst vor allem für Flüchtlinge aus zentralen Gebieten des Südsudans. Doch war vor allem das Grenzgebiet bis etwa 2007 zusätzlich betroffen von Angriffen der Lord’s Resistance Army. Erst seit diesem Jahr konnte die Bevölkerung wieder in ihre Heimatregionen zurückkehren und mit dem Wiederaufbau des Bezirks beginnen.
In Magwi wurde im Jahre 2008 die im Krieg zerstörte Secondary School wieder aufgebaut, an der 16 Lehrer etwa 500 Schüler unterrichten (Stand: 2011).